# Knorr (marca)

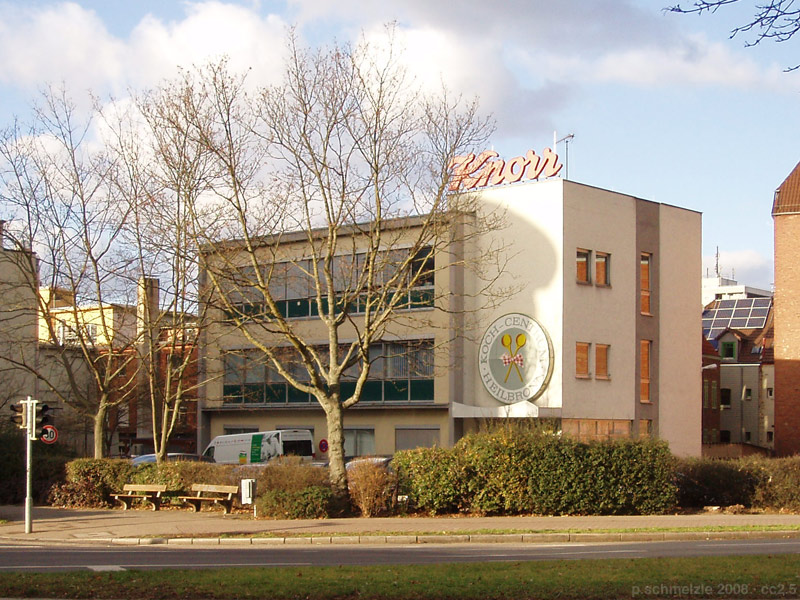
"Knorr Cooking Center" em Heilbronn.

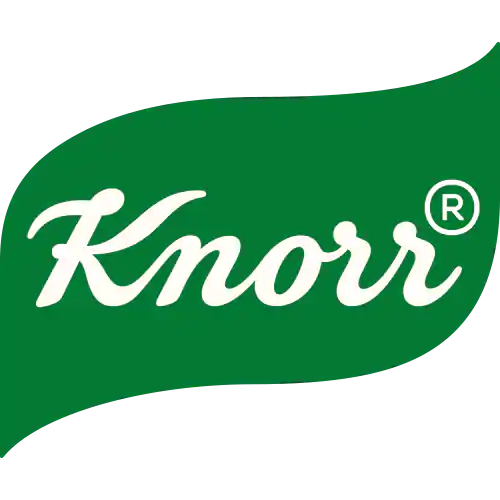
O Logotipo da Knoor

Knorr é uma marca de gênero alimentício alemã de propriedade da companhia anglo-holandesa Unilever desde 2000; quando a Unilever adquiriu a Best Foods. Produz caldos, misturas de sopas desidratadas e condimentos. O único país onde a Unilever não tem direitos sobre o nome Knorr é o Japão, onde a marca do produto é controlada pela Ajinomoto. É vendido sob o nome Royco na Indonésia e sob o nome Continental na Austrália.
A Knorr foi fundada em 1838 por Carl Heinrich Theodor Knorr. A sede da Knorr está em Heilbronn na Alemanha. Com vendas anuais superando € 3 bilhões, a Knorr é a marca mais vendida da Unilever.